# Lansana Conté
Lansana Conté (Dubréka, 30 novembre 1934 – Conakry, 22 dicembre 2008) è stato un politico e militare guineano.
È stato Presidente della Guinea dal 3 aprile 1984 fino alla sua morte. È stato un musulmano e un membro del gruppo etnico Susu.

## Biografia

### Ascesa al potere
Conté era un membro dell'etnia Susu ed è stato educato in una scuola coranica per poi frequentare le scuole militari di Bingerville (Costa d'Avorio) e Saint Louis, (Senegal). Nel 1955, venne arruolato nell'esercito francese ed inviato 2 anni dopo in Algeria durante la guerra d'indipendenza. Nel 1958, con l'indipendenza della Guinea dalla Francia, venne integrato nel nuovo esercito del paese con il grado di sergente. Nel 1963 divenne sottotenente e 2 anni più tardi venne nuovamente promosso con il grado di Secondo Tenente di Vascello. Il 22 novembre 1970 un gruppo di esuli della Guinea invasero la Guinea-Bissau e Conté partecipò alle operazioni belliche con l'incarico di difendere la capitale e aiutare le forze governative del presidente Ahmed Sékou Touré; ben presto l'invasione venne fermata e Lansana Conté si guadagnò, per il servizio reso alla nazione, il rango di capitano nel 1971. 4 anni dopo fu nominato assistente del Capo di stato maggiore delle forze armate. Nel 1980 entrò in politica e fu eletto deputato all'Assemblea nazionale per poi entrare a far parte del Partito Democratico di Guinea - Raggruppamento Democratico Africano (PDG), nello stesso anno compì il suo pellegrinaggio alla Mecca.

### Presidente della Guinea
Il 3 aprile 1984, Conté effettuò un colpo di Stato militare che rovesciò il governo del presidente Louis Lansana Beavogui. La costituzione del paese venne immediatamente sospesa assieme all'assemblea nazionale, e fu interdetta qualunque attività politica. Istituì una giunta militare conosciuta come Comitato militare nazionale che il 5 aprile proclamò Conté Presidente della Repubblica. Contè denunciò subito gli abusi di Tourè e il suo scarso rispetto dei diritti umani, liberando 250 prigionieri politici e invitando 200.000 esiliati guineani a tornare nel paese. Il 4 luglio 1985 il suo primo ministro, l'ex colonnello Diarra Traoré tentò di rovesciarlo con un colpo di Stato, ma questa azione fallì e lo stesso Traorè venne giustiziato. Conté mise mano alle riforme economiche, promuovendo un programma di riduzione della spesa pubblica che convinse il Fondo monetario internazionale; inoltre il riallineamento con le nazioni occidentali incoraggiò gli investimenti stranieri nel paese.
Nei primi anni Novanta Conté promosse la transizione verso un regime democratico pluripartitico: il 23 dicembre 1990 un referendum approvò la nuova costituzione e nel gennaio del 1991 la giunta militare veniva sciolta; l'anno successivo i partiti politici venivano legalizzati e nel 1993, infine, si tennero le prime elezioni presidenziali multipartitiche. Le consultazioni popolari vennero vinte dallo stesso Conté, candidato del PUP (Partito dell'Unità e del Progresso), con il 51,7% delle preferenze; l'opposizione denunciò brogli elettorali ed effettivamente la Corte Suprema dichiarò non validi i risultati ottenuti da due prefetture del paese. Le elezioni presidenziali del 1998 confermarono Conté alla presidenza con il 56,1% dei consensi; l'opposizione e gli osservatori internazionali denunciarono pesanti brogli. Nel novembre 2001 il referendum che revocava i limiti al mandato presidenziale e che estendeva la durata della carica da 5 a 7 anni è stato sostenuto dal 98,4% degli elettori.
I partiti di opposizione hanno respinto i risultati affermando che erano stati fortemente manipolati dal governo. Nel 2003 vinse nuovamente le elezioni, questa volta con il 95,6% della popolazione; la pessima salute del presidente (cardiopatico e affetto da diabete) lasciava presagire che non avrebbe visto la fine del proprio mandato. Nel gennaio 2005 Conté sfuggì ad un attentato alla sua vita, durante una sua rara apparizione pubblica a Conakry. Nel frattempo la corruzione raggiunse livelli altissimi, la situazione economica non mostrò grandi miglioramenti e il peggioramento delle condizioni di salute del presidente lasciò il paese in un pericoloso vuoto di potere. Nel gennaio 2007 cominciò un periodo di protesta generale a livello nazionale, che portò migliaia di guineani in piazza a protestare contro il presidente e il suo ormai lunghissimo mandato. Le proteste si fermarono il 27 gennaio, dopo forti scontri tra manifestanti e polizia, che causarono circa 90 morti e 300 feriti.

### Morte
Nel 2008, all'età di 74 anni, Conté morì al termine di una grave malattia. Il suo funerale si svolse a Conakry il 26 dicembre; il suo corpo venne messo in mostra nel palazzo del parlamento, prima della cerimonia svoltasi nello stadio della città. In seguito, il suo corpo fu sepolto nel villaggio di Lansanaya davanti al suo palazzo. Il 24 dicembre il Capitano Moussa Dadis Camara, in precedenza responsabile dei carburanti per le forze armate, si è posto alla guida dello Stato africano, annunciando le elezioni per il 2010.